# 괴물

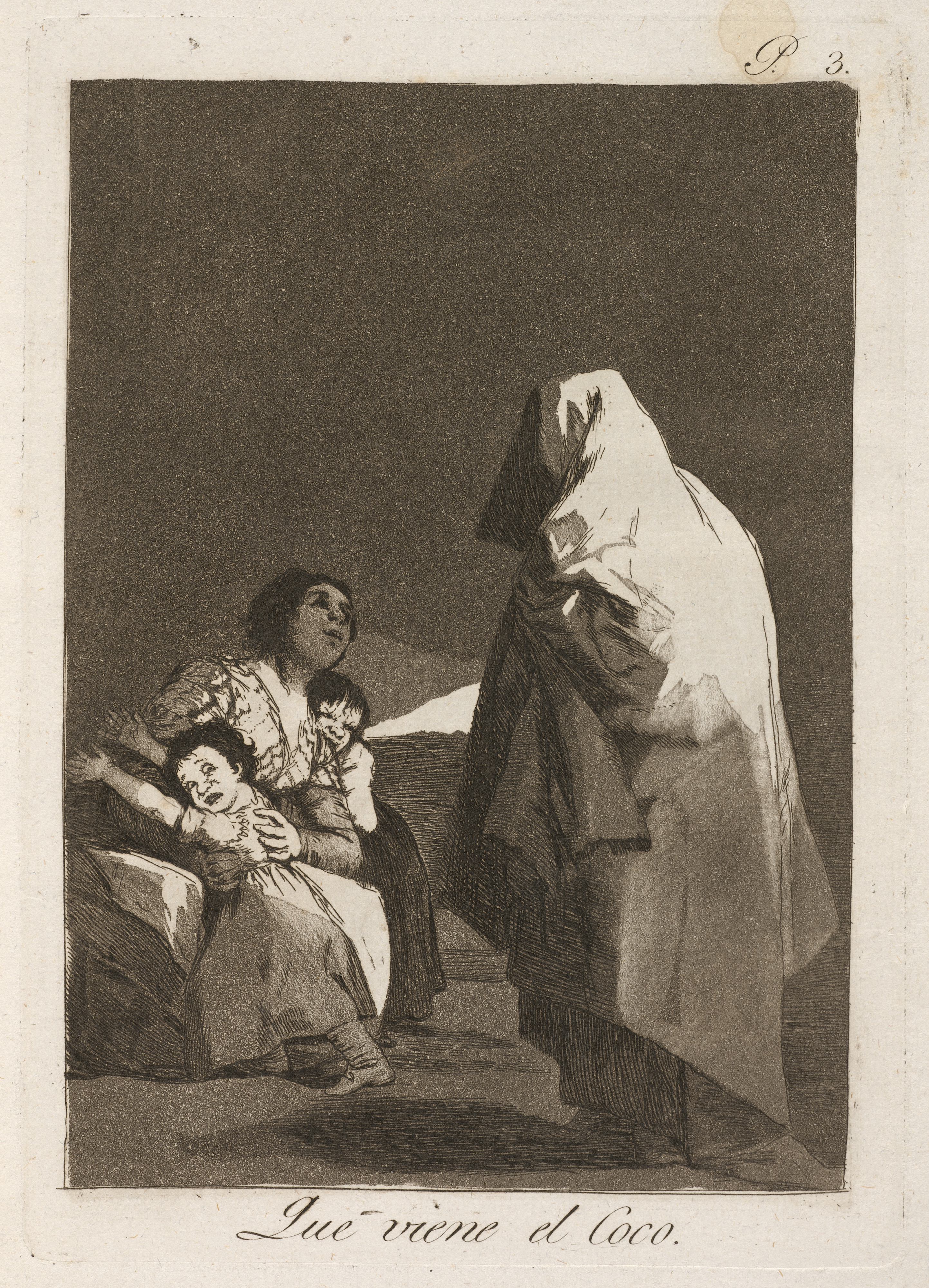
보기맨이 온다 (Que viene el Coco), 프란시스코 고야 (1799).

괴물(怪物, 영어: monster)이란 사람의 입장에서 다수의 사람들이 기이하게 생겼다고 보는 생명체를 말한다. 흔히 동물의 형태를 띠고 있으나(怪獸, monstrus beast), 식물의 형태인 것도 있다. 괴물은 보통 전설이나 신화속에서 신과 인간을 대립하는 종족 이거나, 악마 또는 악당의 부하로 나오는 존재이거나 돌연변이로 인한 동식물도 예외없이 괴물이 라고 취급 될 수 있지만, 진실이 확인되면 더 이상 괴물이 아니다. 괴물 중에서도 요사스러운 힘으로 인간을 괴롭히는 괴물은 마물이라고 하며, 고릴라, 오가피(기린, 얼룩말 등을 혼합한 듯한 아프리카의 야생동물)처럼 무지 때문에 발견 당시 괴물로 몰린 경우도 있다.
또한 괴상한 비유적으로 이르는 말로 괴물이란 단어가 쓰이기도 한다.
보통 괴물은 신화(神話)에서 자주 언급되는 신이나 영웅에 대적하는 소재로 등장하며, 소설과 영화의 소재로 활용되기도 한다.

## 주요 괴물
- 가고일
- 그렌델
- 그렘린
- 그리핀
- 크라켄
- 키마이라
- SCP 재단의 개체
- 구네쿠네
- 백룸의 엔티티

## 같이 보기
- 악마
- 요괴
- 유령
- 오거